# MercedesCup 2019
MercedesCup 2019 byl tenisový turnaj pořádaný jako součást mužského okruhu ATP Tour, který se hrál na otevřených travnatých dvorcích tenisového oddílu Weissenhof v německém Stuttgartu. Konal se mezi 10. až 16. červnem 2019 jako čtyřicátý druhý ročník turnaje.
Turnaj s rozpočtem 754 540 eur patřil do kategorie ATP Tour 250. Nejvýše nasazeným hráčem ve dvouhře se stal pátý tenista světa Alexander Zverev z Německa. Jako poslední přímý účastník do hlavní singlové soutěže nastoupil 83. hráč žebříčku Srb Miomir Kecmanović.
Třetí singlový titul na okruhu ATP Tour, a první z trávy, získal 23letý Ital Matteo Berrettini, který na turnaji neztratil ani jednu hru z 50 podání. Premiérovou společnou trofej ze čtyřhry ATP si odvezl australsko-brazilský pár John Peers a Bruno Soares.

## Rozdělení bodů a finančních odměn

### Rozdělení bodů
| Soutěž  | vítězové | finalisté | semifinalisté | čtvrtfinalisté | 16 v kole | 32 v kole | Q  | Q2 | Q1 |
| ------- | -------- | --------- | ------------- | -------------- | --------- | --------- | -- | -- | -- |
| dvouhra | 250      | 150       | 90            | 45             | 20        | 0         | 12 | 6  | 0  |
| čtyřhra | 250      | 150       | 90            | 45             | 0         | —         | —  | —  | —  |

### Finanční odměny
| Soutěž                              | vítězové | finalisté | semifinalisté | čtvrtfinalisté | 16 v kole | 32 v kole |
| ----------------------------------- | -------- | --------- | ------------- | -------------- | --------- | --------- |
| dvouhra                             | €117 040 | €63 290   | €34 955       | €19 865        | €11 420   | €6 840    |
| čtyřhra                             | €38 410  | €19 680   | €10 660       | €6 110         | €3 570    | —         |
| částka ve čtyřhře je uvedena na pár |          |           |               |                |           |           |

## Dvouhra mužů

### Nasazení
| Stát                           | Hráč                  | ATP | Nasazení |
| ------------------------------ | --------------------- | --- | -------- |
| Německo                        | Alexander Zverev      | 5.  | 1.       |
| Rusko                          | Karen Chačanov        | 11. | 2.       |
| Rusko                          | Daniil Medveděv       | 14. | 3.       |
| Gruzie                         | Nikoloz Basilašvili   | 16. | 4.       |
| Francie                        | Gaël Monfils          | 17. | 5.       |
| Kanada                         | Milos Raonic          | 18. | 6.       |
| Kanada                         | Félix Auger-Aliassime | 22. | 7.       |
| Kanada                         | Denis Shapovalov      | 24. | 8.       |
| Žebříček ATP k 27. květnu 2019 |                       |     |          |

### Jiné formy účasti
Následující hráči obdrželi divokou kartu do hlavní soutěže:
- Lucas Pouille
- Alexander Zverev
- Mischa Zverev

Následující hráč nastoupil do hlavní soutěže pod žebříčkoou ochranou:
- Jo-Wilfried Tsonga

Následující hráči postoupili z kvalifikace:
- Dustin Brown
- Viktor Galović
- Feliciano López
- Alexei Popyrin

### Odhlášení
před zahájením turnaje
- Pablo Carreño Busta → nahradil jej  Steve Johnson
- Laslo Djere → nahradil jej  Peter Gojowczyk
- Stan Wawrinka → nahradil jej  Miomir Kecmanović

v průběhu turnaje
- Milos Raonic

## Mužská čtyřhra

### Nasazení
| Stát                                                                                    | Hráč          | Stát       | Hráč          | ATP | Nasazení |
| --------------------------------------------------------------------------------------- | ------------- | ---------- | ------------- | --- | -------- |
| Austrálie                                                                               | John Peers    | Brazílie   | Bruno Soares  | 26. | 1.       |
| Chorvatsko                                                                              | Nikola Mektić | Chorvatsko | Franko Škugor | 27. | 2.       |
| USA                                                                                     | Bob Bryan     | USA        | Mike Bryan    | 35. | 3.       |
| Rakousko                                                                                | Oliver Marach | Rakousko   | Jürgen Melzer | 85. | 4.       |
| Žebříček ATP k 27. květnu 2019; číslo je součtem žebříčkového postavení obou členů páru |               |            |               |     |          |

### Jiné formy účasti
Následující páry obdržely divokou kartu do hlavní soutěže:
- Andre Begemann /  Dustin Brown
- Lucas Pouille /  Jo-Wilfried Tsonga

Následující pár nastoupil z pozice náhradníka:
- Matteo Berrettini /  Márton Fucsovics

### Odhlášení
před zahájením turnaje
- Hubert Hurkacz

## Přehled finále

### Mužská dvouhra
- Matteo Berrettini vs.  Félix Auger-Aliassime, 6–4, 7–6(13-11)

### Mužská čtyřhra
- John Peers /  Bruno Soares vs.  Rohan Bopanna /  Denis Shapovalov, 7–5, 6–3